# 貴腐

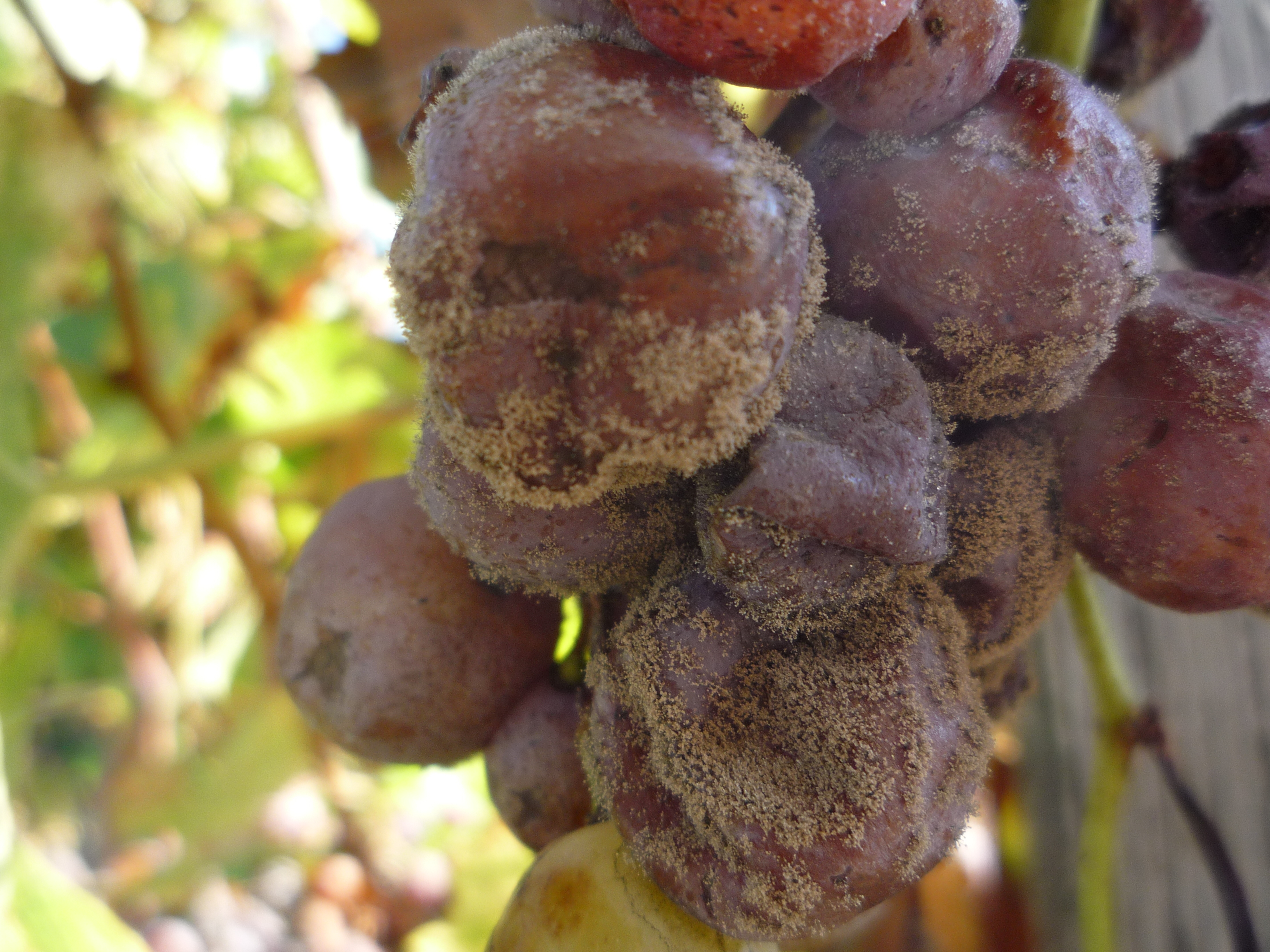
セミヨンの貴腐果。ソーテルヌ地方。

貴腐（きふ）とは、白ワイン用品種のブドウにおいて、果皮がボトリティス・シネレア（Botrytis cinerea）という菌（カビ）（灰色かび病も参照）に感染することによって糖度が高まり、芳香を帯びる現象である。
貴腐化したブドウを「貴腐ブドウ（きふぶどう）」と呼び、それを用いて造られた極甘口のワインが「貴腐ワイン」と称される。これらはフォアグラと伴に、あるいはデザートワインや食前酒として飲まれる。ハンガリーのエッセンシアが、全ての原料を貴腐ブドウによるものとして唯一のものである。
「貴腐」とは、貴腐ブドウの腐敗したかに見える外見からは想像しがたい芳香と風味のワインが得られることからそのように呼ばれるものである。ドイツ語ではエーデルフォイレ (Edelfäule) 、ハンガリー語でネメシ ロトゥハダーシュ(nemesrothadás)、フランス語でプリテュール ノブル (pourriture noble)と言い、いずれも「高貴なる腐敗」を意味し、日本語の「貴腐」はその直訳である。

## 貴腐果のでき方
ボトリティス菌は世界中に分布し、果樹、野菜類、豆類、花卉など様々な植物の重要な病原菌である。この菌による病気は灰色かび病と名づけられているものが多い。ブドウでも、生食用、醸造用ともに重要な病原菌であり、被害も大きい。
ところが、セミヨン、リースリングなど白ワイン用品種の成熟した果粒にこの菌が単独感染した場合には好影響をもたらすことがある。感染した菌が果皮のクチクラ層のワックスを溶かすことで果汁中の水分が蒸発し、その結果、外観はカビに包まれている上に干しブドウの様なしなびた状態であるが、内部の果汁は飴色で粘度が高く、糖度もBrix30～60ほどになる。さらに、菌の代謝により、果実は貴腐香と呼ばれる独特の香りを持つようになる。この果実を「貴腐果」「貴腐ブドウ」と呼ぶ。

## 歴史

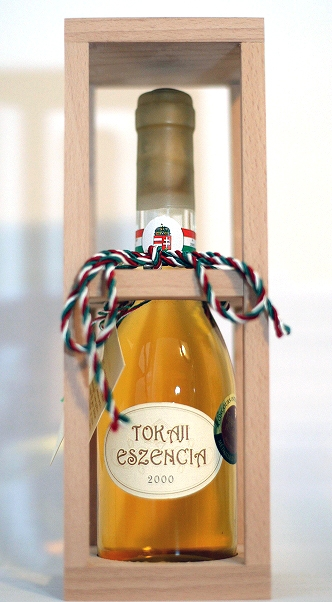
トカイ・エッセンシア

1650年頃、ハンガリーのトカイ地方で、オスマン帝国による侵略の影響でブドウの収穫が遅れたために偶然造られたトカイワインが世界最初の貴腐ワインであるとされる。ドイツでは1775年にシュロス・ヨハネスブルク (en) で収穫許可が遅れたためにブドウが貴腐化し、偶然できあがった貴腐ワインが有名である。
ルイ14世は贈られたトカイ産貴腐ワインを「ワインの王にして王のワイン」と絶賛したと伝えられている。1779年には、オーストリアのマリア・テレジア女王（マリー・アントワネットの母）が、黄金色に輝く貴腐ワインに金が含まれているのではないかと思いウィーン大学で分析させたとの逸話も残っている。
日本でもサントリーが山梨県の自社ワイナリーで1975年に貴腐ワインの生産に成功して以降、長野県や北海道などでも貴腐ワインが造られている。